# Terceiro Domingo do Advento
O Terceiro Domingo do Advento ocorre no domingo entre os dias 11 de dezembro e 17 de dezembro, segundo a liturgia do Rito Romano da Igreja Católica, além da Comunhão Anglicana, Igrejas Luteranas e outras igrejas protestantes históricas no geral. Este Domingo, como todos os Domingos do Advento, da Quaresma e da Páscoa, não pode ter sua liturgia substituída por nenhuma outra, em nenhuma circunstância. As solenidades que coincidirem com este dia deverão ser antecipadas para sábado. Celebra-se a missa neste domingo com paramentos róseos ou roxos. Não se diz o Glória, diz-se o Creio e toma-se um dos Prefácios do Advento I.